# Фугун
Фугу́н (кит. упр. 福贡, пиньинь Fúgòng) — уезд Нуцзян-Лисуского автономного округа провинции Юньнань КНР. 

## История
Во времена Китайской Республики здесь в 1928 году была создана Канлэская временная управа (康乐设治局), которая в 1935 году была переименована в Фугунскую временную управу (福贡设治局).
После вхождения провинции Юньнань в состав КНР в 1950 году был образован Специальный район Лицзян (丽江专区), и уезд Фугун (福贡县), созданный из Фугунской временной управы, вошёл в его состав. В 1952 году уезд Фугун был преобразован в Фугун-Лисуский автономный район уездного уровня (福贡傈僳族自治区).
В 1954 году в составе Специального района Лицзян был создан Нуцзян-Лисуский автономный район (怒江傈僳族自治区), и уезд Фугун, вновь созданный из Фугун-Лисуского автономного района, перешёл в его состав. 
С 1 января 1957 года Нуцзян-Лисуский автономный район был преобразован в Нуцзян-Лисуский автономный округ, подчинённый напрямую властям провинции.
Постановлением Госсовета КНР от 24 сентября 1986 года был расформирован уезд Бицзян (碧江县), а его территория — разделена между уездами Фугун и Лушуй.

## Административное деление
Уезд делится на 1 посёлок, 5 волостей и 1 национальную волость.

## Экономика
Многочисленных туристов привлекают горные леса и пещера «Каменная луна».